# Old Wave
Old Wave ist das zehnte Album, beziehungsweise das neunte Studioalbum von Ringo Starr nach der Trennung der Beatles. Es wurde am 16. Juni 1983 in Deutschland veröffentlicht. In den USA und Großbritannien erschien das Album nicht. Die Erstveröffentlichung in den USA erfolgte im September 1994 mit Erscheinen des Albums im CD-Format.

## Entstehungsgeschichte
Nach der Veröffentlichung seines letzten Albums Stop and Smell the Roses im November 1981 zogen sich die Promotionarbeiten bis Januar 1982 hin; daraufhin plante Ringo Starr, erneut ein Studioalbum aufzunehmen. Ringo Starr engagierte Joe Walsh, der Mitglied der Eagles ist, als Produzenten.
Die Aufnahmen zum Album dauerten vom 7. März bis zum 23. April 1982 in Ringo Starrs eigenem Aufnahmestudio Startling Studios, das er im September 1973 durch den Kauf des Anwesens Tittenhurst Park von John Lennon miterwarb. In diesem Studio nahm John Lennon im Jahre 1971 das Album Imagine auf. Die Kernbesetzung war Ringo Starr am Schlagzeug, Joe Walsh an der Gitarre, Mo Foster am Bass und Gary Brooker mit Chris Stainton an den Keyboards.

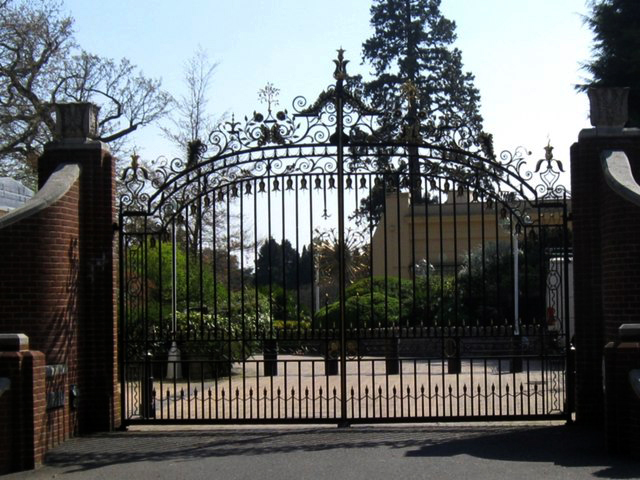
Eingangstor vom Tittenhurst Park

Weitere Arbeiten an dem Album nahm Joe Walsh mit zeitlichen Verzögerungen im Santa Barbara Sound Recording in Kalifornien (USA) bis zum 30. August vor. Joe Walsh steuerte eine Komposition zum Album bei und komponierte mit Ringo Starr sowie anderen fünf weitere Lieder. Neben zwei weiteren sogenannten Oldies (I Keep Forgettin’ und She’s About a Mover) wurden noch zwei weitere Lieder von Fremdkomponisten für das Album aufgenommen: Picture Show Life sowie eine Neuaufnahme von As Far as We Can Go; das Original wurde im Juli 1978 in Kopenhagen (Dänemark) in den Sweet Silence Studios aufgenommen. Ein weiteres Lied, Everybody's In A Hurry But Me, entstand aus einer Jam-Session zwischen Ringo Starr, Eric Clapton, John Entwistle und Ray Cooper.
Laut CD-Begleitheft soll noch eine weitere, aber nicht vollendete Aufnahme des Liedes Love Letters existieren. Nach dem Tode des Präsidenten der Plattenfirma Boardwalk Records war der Plattenvertrag von Ringo Starr in den USA beendet. RCA veröffentlichte das Album lediglich in Kanada, Australien, Neuseeland, Japan und in Teilen von Südamerika. In Deutschland wurde Old Wave von Bellaphon vertrieben.
Erst neun Jahre später, im Juni 1992, erschien das nächste Studioalbum Time Takes Time von Ringo Starr.

## Covergestaltung
Das Cover entwarf Jeff Lancaster. Die Coverfotos wurden von Ron Slenzak (Rückseitencover) und mit einem Fotoautomaten (Vorderseitencover) Anfang der 1960er Jahre aufgenommen.

## Titelliste
Seite 1:
1. In My Car (Joe Walsh, Richard Starkey a, Mo Foster, Kim Goody) – 3:13
2. Hopeless (Walsh, Starkey) – 3:19
3. Alibi (Walsh, Starkey) – 4:02
4. Be My Baby (Walsh) – 3:48
5. She’s About a Mover (Doug Sahm) – 3:53

Seite 2:
1. I Keep Forgettin’ (Jerry Leiber, Mike Stoller) – 4:20
2. Picture Show Life (John Reid, John Slate) – 4:18
3. As Far as We Can Go (Russ Ballard) – 3:51
4. Everybody’s in a Hurry But Me (Joe Walsh, Richard Starkey, John Entwistle, Eric Clapton, Chris Stainton) – 2:34
5. Going Down (Walsh, Starkey) – 3:34

Bonus-Titel 1994:
1. As Far as We Can Go (Original Version) (Russ Ballard) – 5:33

## Wiederveröffentlichungen
- Die Erstveröffentlichung im CD-Format erfolgte in den USA im September 1994 bei Capitol Records mit einem Bonustitel. Der CD liegt ein 16-seitiges Begleitheft bei, das Informationen zu den Liedern und dem Album von Matt Hurwitz enthält.[2]
- Zu Werbezwecken für die (Wieder-)Veröffentlichung der Alben Stop and Smell the Roses und Old Wave veröffentlichte Right Stuff eine Promotion-CD, die folgende sechs Lieder enthält: Wrack My Brain, Dead Giveaway, Private Property (längere bisher unveröffentlichte Version), Be My Baby, In My Car und She’s About a Mover.[3]
- Am 25. November 2022 wurde das remasterte Album anlässlich des Record Store Day mit dem Bonustrack As Far As We Can Go (Early Version) als limitiertes farbiges Vinyl-Album[4] und als CD[5] wiederveröffentlicht.
- Im November 2024 erschien das Vinyl-Album als Picture Disc.[6]

## Single-Auskopplungen

### In My Car
Die erste Single In My Car / As Far as We Can Go  erschien am 16. Juni 1983 ausschließlich in Deutschland.
Im November 1994 wurde in den USA anlässlich der CD-Veröffentlichung die Single In My Car / She’s About a Mover als 7″-Jukeboxsingle auf gelben Vinyl veröffentlicht.

### I Keep Forgettin’
In Mexiko wurde in 1984 die Single I Keep Forgettin’ / She’s About a Mover veröffentlicht.

## Chartplatzierungen
Weder das Album noch die Singleauskopplungen konnten sich in den Charts platzieren.

## Sonstiges
Der Titel des Albums Old Wave ist eine Anspielung auf die damalige populäre Musikbewegung New Wave.